# Практический психолог
Практи́ческий психо́лог — специалист, оказывающий психологическую помощь (психологические услуги) населению в ситуациях, требующих психологического вмешательства или использования специальных знаний и технологий.
Он взаимодействует с представителями профессий, подверженным высоким эмоциональным нагрузкам. Специалист может работать с отдельными людьми, семейными парами, родителями и детьми, определенными коллективами. Он определяет психологический ресурс и характеристики каждого клиента, изучает психологические трудности, а также их влияние на жизнь людей. Может принимать участие в проведении собеседований и тренингов на работе, выявлять причины повышенного эмоционального напряжения в коллективе, анализировать условия жизни клиента. Практический психолог разрабатывает рекомендации, направленные на снижение рисков психологических срывов. Его основная задача ― помочь людям адаптироваться к условиям современного общества. 
Психолог планирует и реализует мероприятия, направленные на преодоление сложностей, снижение уровня тревожности и борьбе с различными фобиями. Он практикует индивидуальный подход к каждому клиенту и подбирает методики в соответствии с его личностными особенностями, разрабатывает корпоративные программы по профилактике профессиональных деформаций, в запущенных случаях может назначать медикаментозные средства. Психолог работает с документацией, заполняет личные дела клиентов, составляет планы мероприятий. Он занимается изучением мирового опыта социально-психологической помощи, часто проводит собственные исследования, по результатам которых пишет статьи и книги. 

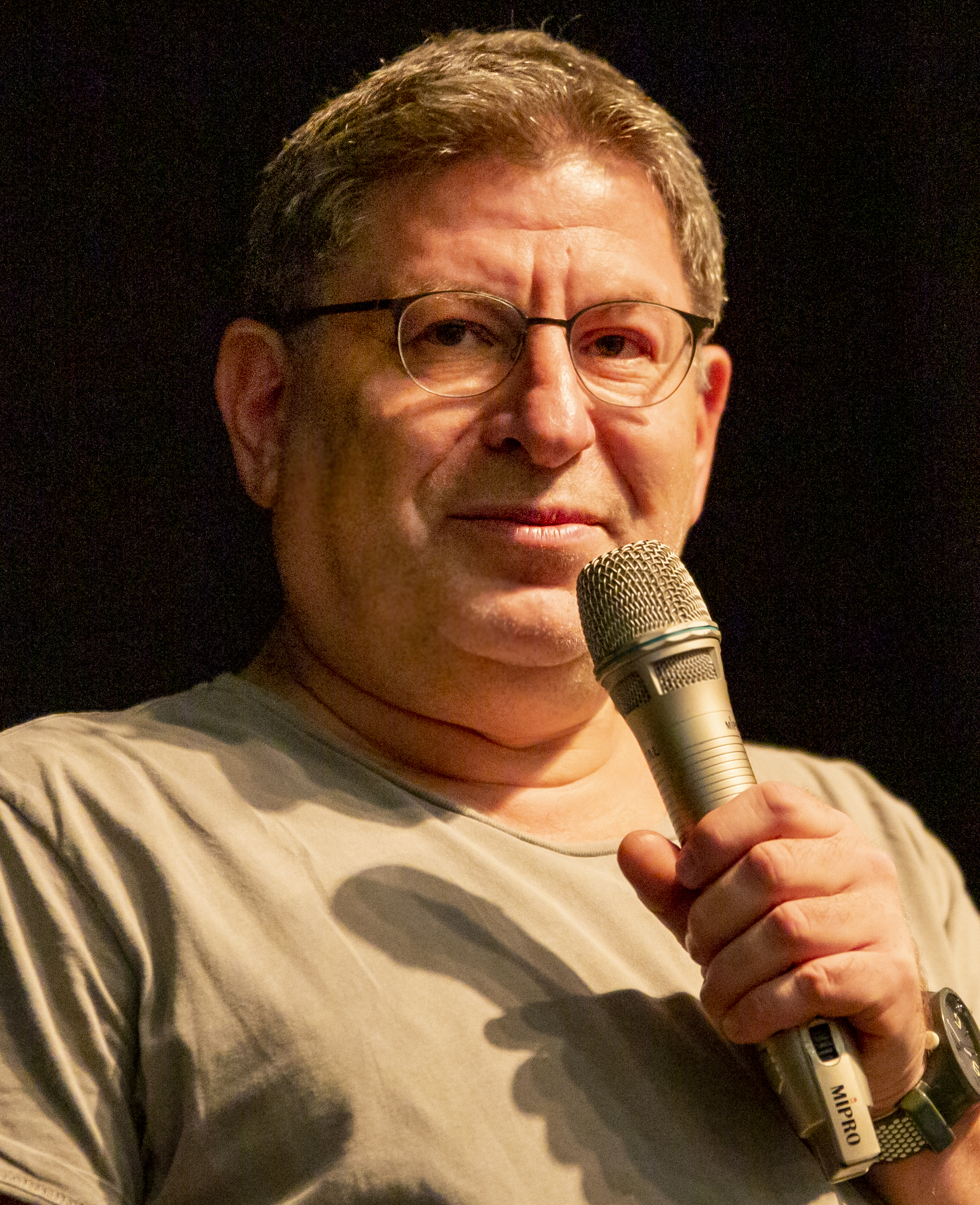
Михаил Лабковский - известный российский практикующий психолог, ведущий собственного YouTube канала, автор книги: «Хочу и буду. Принять себя, полюбить жизнь и стать счастливым» (2017) года

Психолог должен знать, как люди переживают свои эмоции. Он обязан иметь представление о том, что может сказать о чувствах пациента выражение его лица. Помимо этого, у психолога есть набор определенных методик, по результатам которых он также может сделать заключение о состоянии пациента. Психологу нельзя полагаться только на слова пациента, поскольку последний зачастую не способен описать свои чувства. Лицо, жесты, результаты тестов помогут понять переживаемые пациентом эмоции, даже когда сам он слишком расстроен и не может правильно подобрать слова, когда не знает, что ощущает в действительности.

## Направления деятельности
В системе образования по нормативным документам практический психолог проводится как «педагог-психолог».
Основными направлениями деятельности практического психолога в учреждении системы образования, предусмотренные «Положением о психологической службе образования» являются:
- Психопрофилактическая работа
Психологическая профилактика предусматривает деятельность по:
  - разработке, апробации и внедрению развивающих программ для детей разных возрастов с учетом задач каждого возрастного этапа;
  - контролю за соблюдение психогигиенических условий обучения и развития детей в образовательных учреждениях и семье, обеспечением гармоничного, психического развития и формирования личности детей на каждом этапе их развития; элиминированием неблагоприятных психологических факторов в образовательной среде, семье;
  - обеспечению условий оптимального перехода детей на следующую возрастную ступень, предупреждение возможных осложнений в психическом развитии и становлении личности детей и подростков в процессе непрерывной социализации;
  - подготовке детей и подростков к сознанию тех сфер жизни, в которых они хотели бы реализовать свои способности и знания;
  - своевременному предупреждению возможных нарушений психосоматического и психического здоровья детей.
- Психодиагностическая работа (См. также: Психодиагностика)
- Развивающая и психокоррекционная работа (См. также: Психологическая коррекция)
Развивающая и психокоррекционная работа предусматривает деятельность по:
  - активному взаимодействию психолога с детьми и взрослыми, обеспечивающему психическое развитие и становление личности детей, реализации возрастных и индивидуальных возможностей развития детей;
  - участию в разработке, апробации и внедрении комплексных психолого-медико-педагогических развивающих и коррекционных программ;
  - реализации комплекса индивидуальных ориентированных мер по ослаблению, снижению или устранению отклонений физическом, психическом, нравственном развитии несовершеннолетним.
- Консультативная работа (психологическое консультирование)
Психологическое консультирование предусматривает деятельность по:
  - консультированию администрации образовательного учреждению по вопросам управления педагогическим коллективом, администрации и педагогов, по вопросам развития, обучения и воспитания и образования детей;
  - консультированию родителей и членов семей детей по вопросам воспитания, семейных и межличностных взаимодействий;
  - консультированию представителей других служб и государственных органов, обращающихся в образовательное учреждение с вопросами, связанными с развитии детей по проблемам возрастных и индивидуальных особенностей психического, личностного развития детей и молодежи. социализации и социальной адаптации несовершеннолетних.
- Психологическое просвещение

Просвещение — важное направление деятельности практического психолога. Представляет собой совокупность методов, средств по информированию лиц, заинтересованных в психологических знаниях и имеющих отношение к воспитанию и образованию детей.
Психологическое просвещение предусматривает деятельность:
- получение своевременной информации об индивидуально-психологических особенностях детей и подростков, динамике процесса развития, необходимой для оказания психологической помощи детям. Их родителям педагогам;
- выявлению возможностей. интересов, способностей и склонностей детей для обеспечения наиболее полного личностного и профессионального самоопределения;
- определению причин нарушений в обучении, поведении и развитии несовершеннолетних.

- Психологическая реабилитация
Психологическая реабилитация предусматривает деятельность по:
  - психологическому сопровождению детей, членов их семей в процессе консультативной и психокоррекционной работы с ним;
  - конструированию адаптивных моделей поведения и социальных взаимодействий, обеспечивающих наиболее полную социализацию и интеграцию в общество проблемных детей и их семей. (См. также: Реабилитация психологическая)

Практический психолог, работающий в других сферах деятельности (медицина, психолого-медико-педагогическая комиссия/консультация, организации и т. п.), в той или иной мере придерживается этих направлений работы.
Первыми «практическими психологами» в СССР были патопсихологи, подготовка которых началась еще в 70-е гг. (см. Патопсихология).
Начало систематизированной подготовки отечественных практических психологов образования — 90-е гг. прошлого века.
Самое первое определение термина «практический психолог» было предложено лишь в 1995 г.: «Практический психолог — специалист-психолог, имеющий соответствующее высшее образование и решающий задачи психодиагностики, психокоррекции и психологического консультирования, связанные не с проведением научных исследований, а с оказанием прямой психологической помощи людям».

## Журналы
Журналы, ориентированные на практического психолога:
- «Журнал практического психолога» (индекс 71808 по каталогу «Роспечать»)
- «Психолог в детском саду» (индекс 81927 по каталогу «Роспечать»)
- «Психология и школа» (индекс 81928 по каталогу «Роспечать»)
- «Психологическая диагностика» (индекс 82159 по каталогу «Роспечать»)
- «Журнал практической психологии и психоанализа»
- «Московский психотерапевтический журнал»
- «Психология на каждый день» Архивная копия от 10 марта 2010 на Wayback Machine
- «Школьный психолог» Архивная копия от 13 сентября 2008 на Wayback Machine (газета)

## Нормативные документы
- Приказ Государственного комитета СССР по народному образованию от 19.09.90 № 616. Об утверждении Положения о психологической службе в системе народного образования.
- Приказ Минобразования России от 22.10.99 г. № 636 Об утверждении Положения о службе практической психологии в системе Министерства образования Российской Федерации
- Приказ Министерства образования и науки РФ от 27 марта 2006 г. N 69 «Об особенностях режима рабочего времени и времени отдыха педагогических и других работников образовательных учреждений».
- Приказ Министерства здравоохранения и социального развития РФ от 26 августа 2010 г. N 761н "Об утверждении Единого квалификационного справочника должностей руководителей, специалистов и служащих, раздел «Квалификационные характеристики должностей работников в образовании»
- Нормативно-правовые документы и рекомендации, регламентирующие труд психолога. Архивная копия от 2 октября 2009 на Wayback Machine
- Кодекс психолога. Архивная копия от 21 ноября 2012 на Wayback Machine

Аналогичные документы в СНГ:
- Приказ Министерства образования Республики Беларусь от 13.08.1998 N 496 «Об утверждении положения о кабинете психологической службы учреждений образования».